# مارچین ولسکی
مارچین وُلسکی (لهستانی: Marcin Wolski؛ زادهٔ ۲۲ ژوئیهٔ ۱۹۴۷) نویسنده، طنزپرداز و روزنامه‌نگار اهل لهستان است. وی از سال ۱۹۷۵ تا ۱۹۸۱ عضو حزب کارگران متحد لهستان بود.
از فیلم‌هایی که وی در آن‌ها نقش داشته‌است، می‌توان به اسمولنسک اشاره نمود.
وی همچنین برندهٔ جوایزی همچون گلوریا آرتیس و نشان افتخار تولد لهستان شده‌است.